# 남대서양 평화 협력 지대

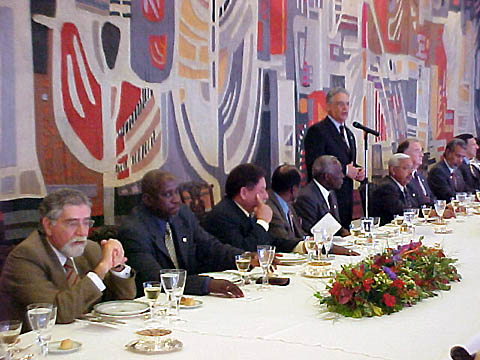
페르난두 엔히키 카르도주 대통령이 브라질리아에서 개최된 남대서양 평화 협력 지대 정상회의에서 연설하고 있다.

남대서양 평화 협력 지대(ZPCAS 또는 ZOPACAS; 스페인어: Zona de Pazy Cooperacón del Atlánichio Sur; 포르투갈어: Zona de Paze Cooperço Atlánico Sul)는 남대서양 지역의 협력 촉진과 평화와 안보 유지를 목적으로 브라질의 주도로 유엔 총회의 결의안을 통해 1986년에 창설되었다. 특히 핵무기의 지리적 확산을 방지하고 다른 지역 국가들의 군사적 주둔을 줄이고 궁극적으로 제거하는 문제에 집중했다.
남대서양 지역의 비핵화에 관한 선언은 1994년 9월 브라질리아에서 열린 회원국 간의 회의에서 채택되었다. 유엔 총회는 미국, 영국, 프랑스의 반대에도 불구하고 이 계획을 승인했다.
남대서양은 현재 비핵무기지대이다. 모든 회원국은 현재 핵무기를 금지하는 국제 조약, 즉 아프리카비핵지대조약과 중남미비핵지대조약을 이행하고 있다. 그러나 몇몇 중부 대서양 중앙 해령의 섬들에 속한 영국의 해외 영토인 포클랜드 제도, 세인트헬레나섬과 그 속령인 어센션섬과 트리스탄다쿠냐 제도, 노르웨이의 부베섬은 이 조약의 적용을 받지 않는다.

## 회원국
| 나라              | 대륙       |
| ----------------- | ---------- |
| 앙골라            | 아프리카   |
| 아르헨티나        | 남아메리카 |
| 베냉              | 아프리카   |
| 브라질            | 남아메리카 |
| 카보베르데        | 아프리카   |
| 카메룬            | 아프리카   |
| 콩고              | 아프리카   |
| 콩고 민주 공화국  | 아프리카   |
| 적도 기니         | 아프리카   |
| 가봉              | 아프리카   |
| 감비아            | 아프리카   |
| 가나              | 아프리카   |
| 기니              | 아프리카   |
| 기니비사우        | 아프리카   |
| 코트디부아르      | 아프리카   |
| 리비아            | 아프리카   |
| 나미비아          | 아프리카   |
| 나이지리아        | 아프리카   |
| 상투메 프린시페   | 아프리카   |
| 세네갈            | 아프리카   |
| 시에라리온        | 아프리카   |
| 남아프리카 공화국 | 아프리카   |
| 토고              | 아프리카   |
| 우루과이          | 남아메리카 |

## 같이 보기
- 북대서양 조약 기구
- 포르투갈어 사용국 공동체
- 아프리카비핵지대조약
- 중남미비핵지대조약
- 아프리카-남미 정상회담